# Elizaveta Kazelina
Elizaveta Sergeevna Kazelina, coniugata Golubeva (in russo Елизавета Сергеевна Казелина-Голубева?; Kirovo-Čepeck, 19 settembre 1996), è una pattinatrice di velocità su ghiaccio russa.

## Biografia
È allenata dai genitori Ol'ga e Sergej. Ha un fratello gemello, Michail, anche lui pattinatore di velocità.

## Palmarès

### Mondiali distanza singola
- 5 medaglie:
  - 5 bronzi (inseguimento a squadre a Kolomna 2016; mass start e inseguimento a squadre a Inzell 2019; 1500 m a Salt Lake City 2020; 1000 m e inseguimento a squadre a Heerenveen 2021).

### Europei
- 2 medaglie:
  - 1 oro (sprint a squadre a Kolomna 2018);
  - 1 argento (inseguimento a squadre a Heerenveen 2020).

### Coppa del Mondo
- Miglior piazzamento nella Coppa del Mondo 1500 m: 6ª nel 2020.
- 8 podi (tutti a squadre):
  - 2 vittorie;
  - 1 secondo posto;
  - 5 terzi posti.

### Mondiali juniores
- 11 medaglie:
  - 5 ori (classifica generale, 1000 m, 1500 m, 3000 m e sprint a squadre a Changchun 2016);
  - 6 bronzi (classifica generale e 1500 m a Bjugn 2014; classifica generale, 1000 m e 3000 m a Varsavia 2015; 500 m a Changchun 2016).